# Кораблик (остров, Новосибирск)
Кораблик — остров на Оби. Входит в черту Первомайского района Новосибирска. Над островом проходит Комсомольский железнодорожный мост.

## Туризм и спорт
Остров используется как место отдыха. С Речного вокзала Новосибирска ходят теплоходы, доставляющие туристов на Кораблик.
В 2014 году от острова до Бугринской рощи был организован массовый заплыв.

## Экологические проблемы
Кораблик посещают туристы, оставляющие после себя бытовые отходы, в связи с чем экологические активисты устраивают на острове уборку мусора. В апреле 2019 года вывоз отходов с Кораблика организовали сотрудники МАСС.